# Eurovision Song Contest 1964
Eurovision Song Contest 1964 blev afholdt i Tivolis Koncertsal i den danske hovedstad København, da Danmark vandt Eurovision Song Contest 1963.
Finalen blev udsat for et par afbrydelser undervejs: Efter at Schweiz havde fremført deres sang, sprang en mand op på scenen med et banner, hvor der stod "Boykot Franco og Salazar", dengang diktatorer i hhv. Spanien og Portugal. Der blev desuden indtelefoneret en bombetrussel midt under udsendelsen.
Videodelen af udsendelsen er tilsyneladende gået tabt, og officielt findes kun lyddelen af hele transmissionen. DR har ikke kunne finde en udgave i deres arkiv. Man har forsøgt sig hos DR at opspore en hos de øvrige ESC lande, men ingen har kunne finde frem til en udgave som har overlevet. Der blev dog optaget en dokumentar om Eurovision i forbindelse med Eurovision det år, så der er et par enkelte klip fra showet som har overlevet. Desuden findes der en udgave hvor lyden fra showet bliver kombineret af pressens mange stillfotos.

## Deltagere og Resultater
| Nummer | Land           | Solist             | Sang                                      | Plads. | Point |
| ------ | -------------- | ------------------ | ----------------------------------------- | ------ | ----- |
| 1.     | Luxembourg     | Hugues Aufray      | Dès que le printemps revient              | 4      | 14    |
| 2.     | Holland        | Anneke Groenloh    | Jij Bent Mijn Leven                       | 10     | 2     |
| 3.     | Norge          | Arne Bendiksen     | Spiral                                    | 8      | 6     |
| 4.     | Danmark        | Bjørn Tidmand      | Sangen Om Dig                             | 9      | 4     |
| 5.     | Finland        | Lasse Mårtenson    | Laiskotellen                              | 7      | 9     |
| 6.     | Østrig         | Udo Jürgens        | Warum nur, warum?                         | 6      | 11    |
| 7.     | Frankrig       | Rachel             | Le chant de Mallory                       | 4      | 14    |
| 8.     | Storbritannien | Matt Monro         | I Love The Little Things                  | 2      | 17    |
| 9.     | Vesttyskland   | Nora Nova          | Man gewöhnt sich so schnell an das Schöne | 13     | 0     |
| 10.    | Monaco         | Romuald            | Où sont-elles passées?                    | 3      | 15    |
| 11.    | Portugal       | Antonio Calvário   | Oração                                    | 13     | 0     |
| 12.    | Italien        | Gigliola Cinquetti | Non ho l'età                              | 1      | 49    |
| 13.    | Jugoslavien    | Sabahudin Kurt     | Život Je Sklopio Krug                     | 13     | 0     |
| 14.    | Schweiz        | Anita Traversi     | I Miei Pensieri                           | 13     | 0     |
| 15.    | Belgien        | Robert Cogoi       | Près de ma rivière                        | 10     | 2     |
| 16.    | Spanien        | Tim, Nelly & Tony  | Caracola                                  | 12     | 1     |

| Musik | Spire Denne musikartikel er en spire som bør udbygges. Du er velkommen til at hjælpe Wikipedia ved at udvide den. |

55°40′25″N 12°34′06″Ø / 55.673611111111°N 12.568333333333°Ø